# Koulountou
Die Koulountou ist ein Fluss in den westafrikanischen Staaten Guinea-Conakry und Senegal. Nach der durchschnittlichen jährlichen Abflussmenge ist sie der größte Zufluss des Gambia in diesem Flusssystem.

## Geographie
Die Koulountou entspringt in Guinea in den nördlichen Ausläufern des Berglandes von Fouta Djallon und ist dort unter dem Namen Kouregnaki bekannt. Der Quellfluss mit dem längsten Talweg und mit den aus der Satellitenperspektive wahrnehmbaren stärksten und breitesten Fließspuren entspringt nordöstlich des Dorfes Barkere an einem südlichen Ausläufer der Nepen-Diakha-Berge, einer bis 648 m hohen Bergkette, auf deren Kammlinie die Grenze zu Senegal verläuft. Das Quellgebiet liegt in einem etwa 460 m hoch gelegenen bewaldeten Talgrund an der Nordwestgrenze der Präfektur Mali der Region Labé im Norden Guineas.
Nach 61 km eines in südwestliche Richtung führenden Talwegs nimmt die Koulountou von links den 57 km langen südlichen Quellfluss Kouravel auf. Dieser entspringt 2 km südwestlich des hochgelegenen Dorfes Himaya am Südhang eines etwa 650 m hohen nicht weiter namentlich bezeichneten Berges in einem etwa 310 m hoch gelegenen Talgrund. Dorf und Quellgebiet liegen an der Ostgrenze der Präfektur Gaoual der Region Boké im Norden Guineas.
Nach rund 81 km Fließstrecke ändert die Koulountou ihre südwestliche Richtung und strebt nunmehr nach Nordwesten. Bei Flusskilometer 218 erreicht sie die Grenze zwischen Guinea und Senegal, deren Teil sie für weitere 10 westwärts gerichtete Kilometer bleibt. Ihr stark mäandrierender Unterlauf bildet die Grenze zwischen der Region Tambacounda im Osten und der Region Kolda im Westen und damit zugleich die Ostgrenze der Casamance. Die Uferregion beiderseits des Flusses stellt den Westrand des Nationalpark Niokolo-Koba dar. 
Die Koulountou mündet von links und Süden kommend in den Mittellauf des Gambia. An der Mündung hat das Flussbett eine Breite von fast 30 Meter, während der Gambia hier auf etwa 80 Meter Breite fließt. Am Unterlauf werden die Ufer von dichten Wäldern begleitet.